# VfB Kiel
Der VfB Kiel ist ein norddeutscher Sportverein aus Kiel in Schleswig-Holstein. Neben dem Fußball gibt es beim VfB Kiel noch eine Tennis- und eine Gymnastikabteilung.

## Geschichte
Der 1928 gegründete VfB Kiel geht auf den 1910 gegründeten FV Hohenzollern Kiel zurück, der 1919 mit dem 1911 gegründeten FC Hertha Kiel zur Sportvereinigung Hohenzollern-Hertha Kiel fusionierte. Nachdem der Klub 1928 in Konkurs gegangen war, gründeten die Spieler einen neuen Verein. Der Verein stand Ende der 1930er Jahre mehrmals knapp vor dem Aufstieg in die Gauliga Nordmark, scheiterte aber regelmäßig in der Aufstiegsrunde. Erst 1943 gelang der Aufstieg, anschließend spielte der Verein zunächst in der Schleswig-Holstein-Staffel und anschließend – aufgrund einer kriegsbedingten weiteren Unterteilung der Liga in der Saison 1944/45 – in der Staffel Kiel, ehe der Spielbetrieb gänzlich eingestellt wurde.

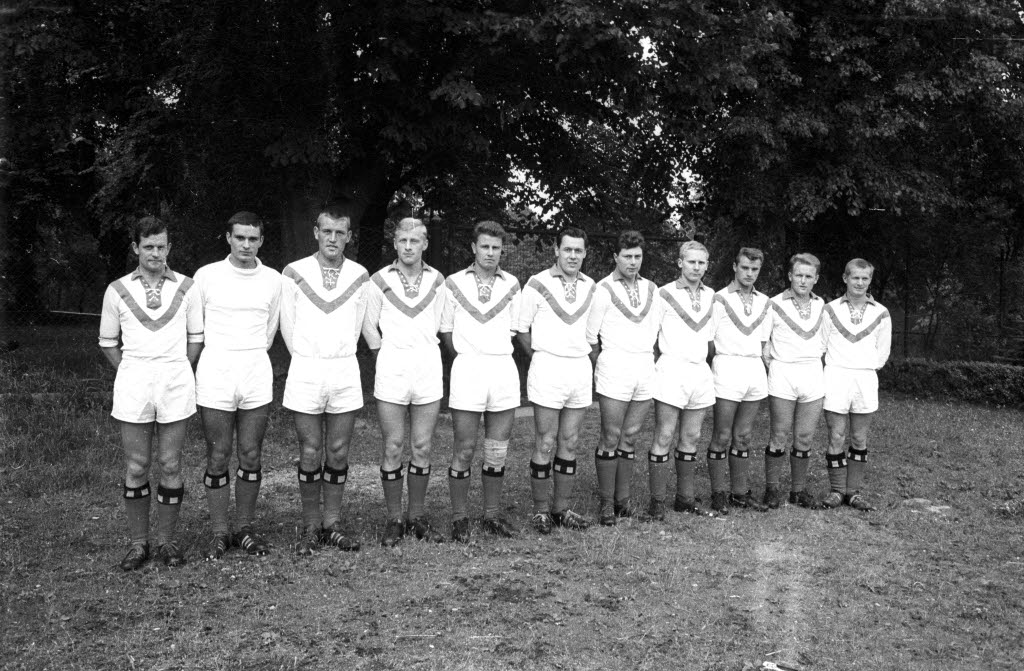
Fußballmannschaft des VfB Kiel in der Saison 1965/66

Nach Ende des Zweiten Weltkrieges spielte der Verein bei Wiederaufnahme des Spielbetriebs 1945/46 zunächst um die Bezirksmeisterschaft Ost A, der damals höchsten Spielklasse, wo der VfB Platz drei hinter dem Eckernförder SV und Holstein Kiel erzielte. Im Folgejahr qualifizierte sich der VfB für die Landesmeisterschaft Schleswig-Holstein 1946/47 und scheiterte dort im Wiederholungsspiel an Phönix Lübeck – das erste Spiel hatte 1:1 n. V. geendet. Nach einer Fusion mit dem SV Brunswick Kiel war der Verein kurzzeitig in der neu gegründeten Landesliga Schleswig-Holstein 1947/48 (der heutigen Schleswig-Holstein-Liga) vertreten, danach dauerte es bis 1951, ehe der Klub als Aufsteiger in diese höchste Amateurklasse Schleswig-Holsteins zurückkehrte. Nach einem dritten Platz hinter dem VfB Lübeck und dem Itzehoer SV rutschte der Klub in den folgenden Jahren ins Mittelfeld der Tabelle ab und stieg 1959 aus der Liga ab. Nach dem direkten Wiederaufstieg hielt sich der Klub zwei Jahre in der Liga, bis er erneut abstieg. Nach zwei Jahren Abwesenheit schaffte der Verein abermals den Aufstieg und setzte sich auf Anhieb im vorderen Bereich fest. Als Tabellendritter nahm der Klub 1968 an der deutschen Amateurmeisterschaft teil, schied aber gegen die Hammer SpVg aus. Im folgenden Jahr zog der Klub als Ligaerster in die Aufstiegsrunde zur Regionalliga ein, dort verpasste der Klub erst in einem Entscheidungsspiel gegen Olympia Wilhelmshaven den Aufstieg in die zweite Liga. 1971 erneut Ligadritter war der Klub abermals in der Amateurmeisterschaft vertreten, kassierte aber gegen SpVgg Sterkrade zwei Niederlagen in der ersten Runde.
1974 stieg der VfB Kiel als Vorletzter der Tabelle gemeinsam mit dem Eichholzer SV und Schleswig 06 aus der Amateurliga ab. In den folgenden Jahren etablierte sich die Mannschaft in der fünftklassigen Landesliga Schleswig-Holstein Nord, die in den ersten Jahren unter Verbandsliga firmierte. 1985 klopfte die Mannschaft an die vierte Liga an, belegte aber hinter dem TSB Flensburg lediglich den zweiten Platz. Am Ende der folgenden Spielzeit gelang schließlich der Aufstieg in die Landesliga Schleswig-Holstein, in der sich der Klub im vorderen Bereich festsetzte. 1991 scheitere der Klub erst in der Aufstiegsrunde zur Oberliga, drei Jahre später verpasste der Klub als Tabellenzwölfter jedoch die Qualifikation nach Einführung der drittklassigen Regionalliga und war damit wieder fünftklassig. Nach dem Abstieg in die sechste Liga 1997 stürzte der Klub in der folgenden Spielzeit in die siebte Liga ab und verabschiedete sich damit vom höherklassigen Fußball. In der Saison 2013/14 sicherte sich der VfB Kiel die Rückkehr in die Kreisliga Kiel mit einem Torverhältnis von 146:30 Toren und 30 Punkten Vorsprung auf einen Nicht-Aufstiegsplatz. 2022 erfolgte der Aufstieg in die Verbandsliga, aus der man allerdings zwei Jahre später wieder absteigen musste.
Im Jugendfußball gehörten die Kieler insbesondere in den 1980er-Jahren zu den erfolgreichsten Vereinen in Schleswig-Holstein. Sowohl in der A-Jugend als auch in der B-Jugend vertrat man den SHFV jeweils drei Mal bei den Deutschen Meisterschaften. In dieser Hinsicht ist der VfB nach dem VfB Lübeck (A-Jugend) und der KSV Holstein (B-Jugend) der jeweils zweiterfolgreichste Verein des Landesverbandes. Das beste Abschneiden erreichte dabei die A-Jugend in der Saison 1989/90, die sich im Achtelfinale nach Elfmeterschießen gegen Hannover 96 durchsetzte und somit zu den acht besten Mannschaften Deutschlands gehörte. Im anschließenden Viertelfinale unterlagen die Kieler dem späteren Vizemeister Hertha 03 Zehlendorf jedoch deutlich.
Mit Start der Saison 2018/19 sollte der Verein die Frauenfußballabteilung von Holstein Kiel übernehmen; dieses Vorhaben wurde jedoch wieder verworfen.

## Persönlichkeiten
- Hans Peter Ehlers
- Otto Harder
- Franz Linken